# Hyolyn
Hyolyn (효린?, 孝琳?, HyorinLR, HyorinMR), pseudonimo di Kim Hyo-jung (김효정?, 金孝靜?, Gim Hyo-jeongLR, Kim HyojŏngMR; Incheon, 11 dicembre 1990), è una cantante e attrice sudcoreana.

## Biografia
Nasce l'11 dicembre 1990 a Incheon, in Corea del Sud. Nel marzo 2011, partecipando al programma Strong Heart, ha raccontato di essere nata prematuramente: durante la gestazione, infatti, il suo stomaco si riempì d'acqua e la bile, non potendo passare attraverso l'intestino, le danneggiò il fegato causandole un'atresia biliare. La bambina fu pertanto sottoposta a un'operazione chirurgica della durata di dieci ore. Un anno dopo, tuttavia, le venne diagnosticata un'intussuscezione e fu sottoposta a enterectomia.
Hyolyn fece l'audizione per la JYP Entertainment due volte, e fu accettata al secondo tentativo classificandosi prima. Fu stabilito che avrebbe debuttato in un gruppo insieme a Jieun delle Secret e a Yuji delle EXID, ma il progettò non andò in porto. Hyolyn allora lasciò la JYPE passando alla Starship Entertainment, presentando all'audizione una cover di "Hurt" di Christina Aguilera.

## Carriera

### Sistar

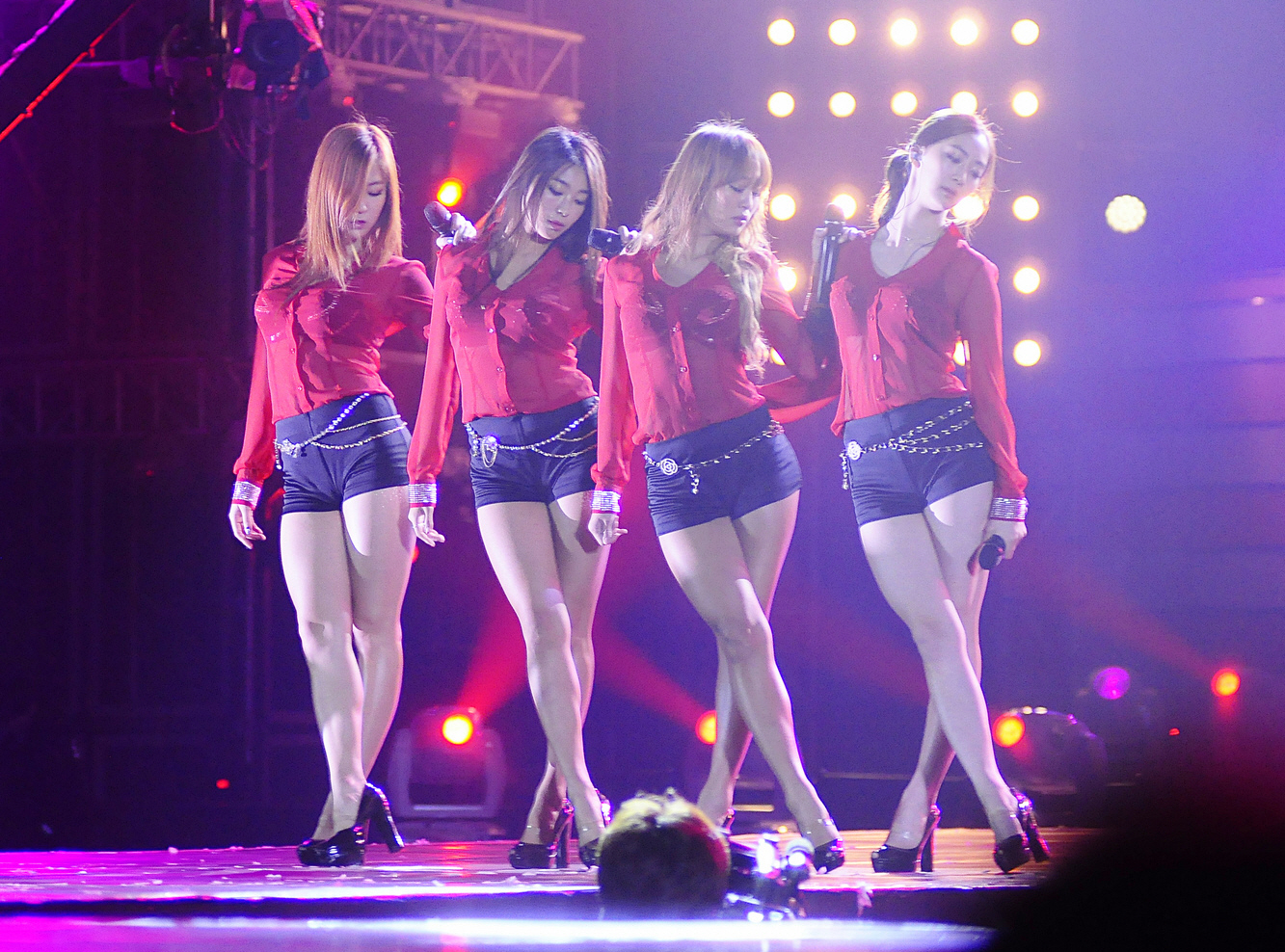
Le SISTAR nel 2012.

Nel giugno 2010, Hyolyn debuttò come membro delle SISTAR presentando il loro primo singolo, "Push Push". Un secondo singolo, "Shady Girl", venne pubblicato il 25 agosto 2010, realizzato in collaborazione con Kim Heechul, mentre a dicembre dello stesso anno, uscì il terzo "How Dare You": il brano omonimo si classificò al primo posto su varie classifiche musicali come MelOn, Mnet, Soribada, Bugs, Monkey3 e Daum Music, e fece vincere al gruppo il premio Music Bank.
Agli inizi del 2011, Hyolyn e Bora formarono la sotto-unità Sistar19 con il singolo "Ma Boy", mentre ad agosto l'intero gruppo pubblicò il primo album So Cool. Ad aprile 2012 uscì l'EP Alone e giugno l'EP Loving U. Il 31 gennaio 2013, la sotto-unità SISTAR19 pubblicò il singolo "Gone Not Around Any Longer" che arrivò subito in cima alle classifiche, facendo vincere al duo due all-kill e guadagnando la prima posizione nella Billboard "Korea K-Pop Hot 100". L'11 giugno il gruppo pubblicò il secondo album in studio Give It to Me. Dopo un anno di pausa, in cui i membri si dedicarono ad attività individuali, il 21 luglio 2014 pubblicarono l'EP Touch & Move, mentre il 26 agosto l'EP Sweet & Sour.

### Attività da solista
Nel giugno 2010 partecipò al varietà Immortal Song 2, vincendo il primo episodio e ottenendo attenzione e riconoscimento pubblico per la sua voce. La sua nuova popolarità fu di aiuto anche alle Sistar, e la sua presenza scenica e la sua abilità vocale le valsero il soprannome di "Beyoncé coreana" da parte di alcuni colleghi dello spettacolo; partecipò allo show fino a settembre. Il 17 ottobre 2011, pubblicò il singolo Ma Boy 2 con Electroboyz.
Per inaugurare il nuovo anno, nel 2012 il reality Uri gyeolhonhaess-eo-yo lanciò lo spin-off Dugeun dugeun heundeullyeo. Il partner di Hyolyn nella competizione fu Sungmin dei Super Junior. Il 2012 vide anche Hyolyn debuttare come attrice sul piccolo schermo, partecipando aal drama Dream High 2 nel ruolo di Kim Jae-hee "Nana", una nota idol facente parte del gruppo HershE: per la serie, insieme a Jiyeon e Ailee, pubblicò il singolo Superstar. In occasione del secondo album delle Sistar, Give It to Me, scrisse il testo del pezzo Crying con Hyo Sung Jin, e per l'EP Touch & Move il brano Sunshine insieme ad altri compositori.
Alla fine di luglio del 2013, venne annunciato che Hyolyn avrebbe intrapreso una carriera da solista. Il 26 novembre 2013 debuttò come solista con il suo primo album Love & Hate, da cui vennero tratte Lonely e One Way Love, i cui teaser furono diffusi, rispettivamente, il 20 e il 21 novembre. Inoltre registrò la versione coreana della canzone Let It Go per la colonna sonora del film Disney Frozen - Il regno di ghiaccio; il video musicale venne rivelato il 31 dicembre 2013. L'artista si rivelò felice e onorata di poter partecipare, come rappresentante coreano, a un film Disney. Il 22 gennaio 2014 pubblicò Hello / Goodbye, colonna sonora del drama Byeor-eseo on geudae.
Il 28 marzo 2014, la Starship Entertainment annunciò, attraverso il suo profilo Twitter, che Hyolyn stava lavorando con Mad Clown. Il video musicale di Without You fu pubblicato il 3 aprile, raggiungendo i primi posti nelle principali classifiche musicali in tempo reale. A maggio fu scelta come modella per Coca-Cola Sun's Mate Tea. Il 12 novembre, l'agenzia comunicò che l'artista avrebbe collaborato con Jooyoung per il loro 'Starship X project' con la canzone Erase, pubblicata il 20 novembre successivo. A gennaio 2015, Hyolyn collaborò con San E e Jooheon per il singolo Couch Me, arrivato subito in cima alle classifiche.

## Discografia

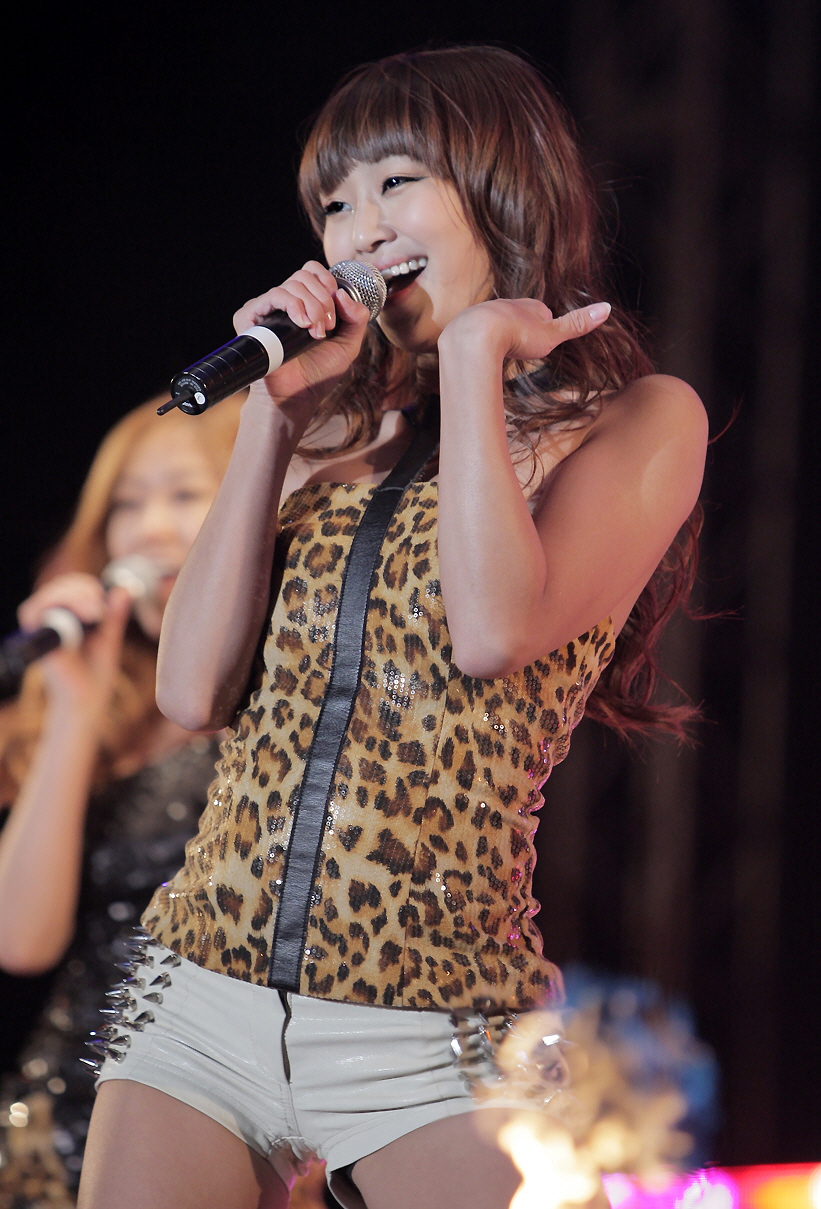
Hyolyn in concerto nell'ottobre 2011.

Di seguito, le opere di Hyolyn come solista. Per le opere con le Sistar e le Sistar19, si veda Discografia delle Sistar.

### Album in studio
- 2013 – Love & Hate

### EP
- 2016 – It's Me
- 2020 – Say My Name
- 2022 – Ice

### Singoli
- 2013 – One Way Love
- 2013 – Lonely
- 2016 – Love Like This (feat. Dok2)
- 2016 – One Step (feat. Jay Park)
- 2016 – Paradise
- 2018 – To Do List
- 2018 – Dally (feat. Gray)
- 2018 – See Sea
- 2018 – Bae
- 2019 – Youknowbetter
- 2020 – Hug Me Silently (feat. Crucial Star)
- 2020 – 9Lives
- 2020 – Say My Name
- 2021 – To Find a Reason (feat. Mad Clown, Kim Seungmin)
- 2021 – A-Ha
- 2022 – Layin' Low (feat. Jooyoung)
- 2022 – No Thanks

### Colonne sonore
- 2011 – Who Are You to Me (per Yunggwang-ui Jae-in)
- 2012 – Superstar (per Dream High 2 – con Jiyeon e Ailee)
- 2013 – Crazy of You (per Jugun-ui tae-yang)
- 2013 – Let It Go (Kor. Ver) (per Frozen - Il regno di ghiaccio)
- 2014 – Hello / Goodbye (per Byeor-eseo on geudae)
- 2016 – I Miss You (per Hamburo aeteuthage)
- 2017 – Our Tears (per Hwarang)
- 2017 – Always (per Live Up to Your Name)
- 2017 – Spring Watch (per Black Knight: The Man Who Guards Me)
- 2018 – Dreamy Love (per Money Flower)
- 2018 – Just Stay (per Still 17)
- 2019 – Stay (per My Lawyer, Mr. Jo 2: Crime and Punishment)
- 2020 – Return (per My Dangerous Wife)
- 2020 – Spell (per Swag)

### Collaborazioni
- 2010 – Magic Drag (con Jang Geun-suk)
- 2012 – This Person (con Dazzling Red (HyunA, Hyoseong, Nana e Nicole))
- 2013 – Hot Wings (con Dynamic Duo)
- 2014 – Erase (con Jooyoung, feat. Iron)
- 2015 – Coach Me (con San E, feat. Jooheon)
- 2015 – Dark Panda (con Zico e Paloalto)
- 2015 – Love Line (con Jooyoung e Bumkey)
- 2016 – And Then (con Yang Da-il)
- 2017 – Blue Moon (con Changmo)
- 2017 – Fruity (con Kisum)
- 2021 – Summer or Summer (con Dasom)

### Come artista ospite
- 2011 – Ma Boy 2 (Electroboyz feat. Hyolyn)
- 2011 – Amazed (K.Will feat. Hyolyn e Simon Dominic)
- 2014 – Without You (Mad Clown feat. Hyolyn)
- 2014 – Faulty Fan (MC Mong feat. Hyolyn e Gary)
- 2016 – Umbrella (Far East Movement feat. Hyolyn e Gill Chang)
- 2017 – Jekyll & Hyde (Justin Oh feat. Hyolyn)
- 2018 – One and Only You (Got7 feat. Hyolyn)
- 2020 – Joker & Holly-Queen ($ÜN feat. Hyolyn)
- 2021 – Turtle (Remix Ver.) (MC Mong feat. Hyolyn)

## Filmografia

### Televisione
- Dream High 2 (드림하이 2) – serie TV, 16 episodi (2012)

## Videografia
Oltre che nei suoi videoclip, quelli delle Sistar e in quelli delle Sistar19, Hyolyn è apparsa anche nei seguenti video:
- 2012 – Win The Day, videoclip del singolo di Team SIII (2PM, 4Minute, MBLAQ, miss A, Dal Shabet, Sistar, ZE:A, Nine Muses e B1A4)

## Riconoscimenti
Di seguito, i premi ricevuti solo da Hyolyn. Per i premi ricevuti insieme alle Sistar, si veda Premi e riconoscimenti delle Sistar.
- 2012 – Korea Drama Awards
  - Nomination Best New Actress (Dream High 2)
- 2014 – Seoul International Drama Awards
  - Nomination Outstanding Korean Drama OST (Hello / Goodbye)
- 2014 – Korea Drama Awards
  - Nomination Best OST (Hello / Goodbye)
- 2014 – Korea Drama Awards
  - Nomination Best OST (Hello / Goodbye)
- 2014 – Seoul International Youth Film Festival
  - Nomination Best Female OST (Hello / Goodbye)[43]
- 2014 – Mnet Asian Music Awards
  - Nomination Best Female Artist
- 2014 – Mnet Asian Music Awards
  - Nomination Best Dance Performance – Solo (One Way Love)
- 2014 – Mnet Asian Music Awards
  - Nomination UnionPay Song of the Year (One Way Love)
- 2014 – Mnet Asian Music Awards
  - Nomination UnionPay Artist of the Year